# オハイオ・スタジアム
オハイオ・スタジアム（Ohio Stadium）は、アメリカ合衆国のオハイオ州コロンバスにあるスタジアム。NCAAカレッジフットボールでビッグ・テン・カンファレンスに所属するオハイオステート・バックアイズ（オハイオ州立大学）の本拠地スタジアムである。愛称は、スタジアムの形状が蹄鉄型であることから「ホースシュー」（The Horseshoe ）。
1996年から1999年には、プロサッカーリーグ・MLSのコロンバス・クルーが本拠地としていた。またコロンバス市内でも有数のコンサート会場としても使用され、過去にローリング・ストーンズやピンク・フロイドら数多くのアーティストがここで公演を行っている。
1974年3月22日には、オハイオ・スタジアムは内務省国立公園局の国家史跡登録簿に登録されている。

## 歴史
1912年、オハイオ州立大学はビッグ・ナイン・カンファレンス（ビッグ・テンの前身）に加盟した。このときバックアイズが本拠地にしていたオハイオ・フィールドについて、観衆が入りきらない懸念が浮上した。大学上層部の会議で、この問題が取り扱われるようになった。
1918年、建築家ハワード・ドワイト・スミスのデザインしたスタジアム案が会議で報告され、のちに新スタジアム建設が決まった。しかし資金繰りが苦しかったため、1920年10月から寄付を募ることになった。大々的にキャンペーンを行い、またこの年にバックアイズがカンファレンス優勝したこともあって、寄付は100万ドルほど集まった。
1921年8月3日、新スタジアム建設開始式典が開催され、建設がスタート。完成は1922年のフットボールシーズン開幕に間に合い、10月7日のオハイオ・ウェスリアン・バトリングビショップス（オハイオ・ウェスリアン大学）戦で開場した。66,210人収容の新スタジアムで行われたこの試合に集まった観衆は25,000人ほどだったが、2週間後のミシガン・ウルヴァリンズ（ミシガン大学）戦には71,385人の観客が詰めかけた。
フィールドの芝は、天然芝から人工芝に変わり（1970年）、天然芝に戻され（1990年）、そして芝が重い損傷を受けたため2007年には再び人工芝になる。また、1923年からフィールドに陸上競技用のトラックが設置され陸上競技場としても使用されてきたが、これは1999年から2000年にかけて行われた改修で撤去された。
フィールドと同様に観客席も何度か改修されており、現在の収容人数は101,568人と、開場時から35,000人以上増加した。ここの他に100,000人以上を収容できるアメリカンフットボールスタジアムは、ミシガン・スタジアム（ミシガン州アナーバー、107,501人）、ビーバー・スタジアム（ペンシルベニア州ステートカレッジ、107,282人）、ニーランド・スタジアム（テネシー州ノックスビル、104,079人）の3つのみである。オハイオ・スタジアムの1試合の最多観客動員記録は、2006年11月18日のミシガン・ウォルヴァリンズ戦で105,708人である。ただ、これだけ大きくなっても、蹄鉄型のスタジアムの形状は開場以来変わっていない。
コンサートとしての開催の実績ではピンク・フロイド、ビリー・ジョエル&エルトン・ジョン、U2、ローリング・ストーンズ、メタリカ、テイラー・スウィフトらが行った。